# Rawicz (gmina)
Rawicz (1973–76 gmina Sierakowo) – gmina miejsko-wiejska w Polsce, w województwie wielkopolskim, w powiecie rawickim.
Siedziba gminy to Rawicz.
Według danych z 30 czerwca 2004 gminę zamieszkiwało 29 297 osób. Natomiast według danych z 31 grudnia 2017 roku gminę zamieszkiwało 30 287 osób.

## Historia
Dawna wiejska gmina Rawicz (nie obejmująca Rawicza) istniała w latach 1934–1954. Gmina zbiorowa Rawicz została utworzona 1 sierpnia 1934 roku w powiecie rawickim w woj. poznańskim z dotychczasowych jednostkowych gmin wiejskich: Dębno Polskie, Izbice, Kąty, Konarzewo, Łaszczyn, Łąkta, Masłowo, Sarnówka, Sierakowo, Sikorzyn, Stwolno, Szymanowo, Wydawy, Zielona Wieś, Żołędnica i Żylice (oraz z obszarów dworskich Dąbrówka, Konarzewo, Kowaliki, Łaszczyn, Sarnowa, Stwolno i Żołędnica).
Po wojnie gmina zachowała przynależność administracyjną. Gmina została zniesiona 29 września 1954 roku wraz z reformą wprowadzającą gromady w miejsce gmin.
Jednostki nie przywrócono 1 stycznia 1973 wraz z kolejną reformą reaktywującą gminy.
Współczesna gmina Rawicz powstała 15 stycznia 1976 w związku z przemianowaniem gminy Sierakowo na Rawicz i przeniesieniem siedziby jednostki do Rawicza.
1 stycznia 1992 miasto i gminę Rawicz połączono we wspólną miejsko-wiejską gminę Rawicz.
W latach 1976–1998 gmina położona była w województwie leszczyńskim. Od 1 stycznia 1999 w województwie wielkopolskim, w powiecie rawickim.

## Struktura powierzchni
Według danych z roku 2002 gmina Rawicz ma obszar 133,64 km², w tym:
- użytki rolne: 74%
- użytki leśne: 17%

Gmina stanowi 24,16% powierzchni powiatu.

## Demografia
Dane z 30 czerwca 2004:
| Opis                              | Ogółem | Ogółem | Kobiety | Kobiety | Mężczyźni | Mężczyźni |
| --------------------------------- | ------ | ------ | ------- | ------- | --------- | --------- |
| jednostka                         | osób   | %      | osób    | %       | osób      | %         |
| populacja                         | 29 297 | 100    | 15 262  | 52,1    | 14 035    | 47,9      |
| gęstość zaludnienia (mieszk./km²) | 219,2  | 219,2  | 114,2   | 114,2   | 105       | 105       |

- Piramida wieku mieszkańców gminy Rawicz w 2014 roku.[1]

## Miejscowości
Dąbrówka, Dębno Polskie, Sarnowa, Folusz, Folwark, Izbice, Kąty, Konarzewo, Kowaliki, Krasnolipki, Krystynki, Łaszczyn, Łąkta, Masłowo, Sarnówka, Sierakowo, Sikorzyn, Słupia Kapitulna, Stwolno, Szymanowo, Ugoda, Wydawy, Załęcze, Zawady, Zielona Wieś, Żołędnica, Żołędnica (osada leśna), Żylice.

## Sąsiednie gminy
Bojanowo, Miejska Górka, Milicz, Pakosław, Wąsosz, Żmigród.